# نویهاوزن (زاکسونی)
نویهاوزن (به آلمانی: Neuhausen/Erzgeb.) یک شهر در آلمان است که در میتل‌زاکسن واقع شده‌است. نویهاوزن ۳٬۲۰۴ نفر جمعیت دارد.

## خواهرخوانده
شهر آفالترباخ خواهرخواندهٔ نویهاوزن (زاکسونی) هست.